# Tian Zhuangzhuang
Tian Zhuangzhuang (Chinees: 田壯壯 / 田壮壮) (Peking, 1 of 23 april 1952) (jiaxiang: Peking) is een Chinees filmregisseur en -producer.
Tian Zhuangzhuang is een zoon van Tian Fang, een beroemd acteur en hoofd van de Beijing Film Studio en een bekende actrice, Yu Lan, die later hoofd werd van de China's Children's Film Studio.
Tian Zhuangzhuang begon als amateurfotograaf en studeerde af aan de Beijing Film Academy in 1982, samen met een aantal andere regisseurs uit de jaren 80, zoals Chen Kaige en Zhang Yimou.

## Carrière
Een van de bekendste werken van Zhuangzhuang is The Horse Thief uit 1986. Net als veel van zijn werken gaat deze film over etnische minderheden in China. Martin Scorsese, regisseur van Kundun, noemde dit eens zijn favoriete film van de jaren 80.
Zhuangzhuang's werk lag soms ook onder vuur van de Chinese regering. Vooral in het geval van De blauwe vlieger (The Blue Kite), een film waarin hij de nadelige effecten van communistisch bewind aan de orde stelt, in het bijzonder het Laat Honderd Bloemen Bloeien (1956-7), de Grote Sprong Voorwaarts (1958-63) en vooral de Culturele Revolutie (1966-76). Filmmateriaal van The Blue Kite werd het land uitgesmokkeld en Zhuangzhuang ontkende medeplichtigheid bij die handeling.
Pas na een gat van negen jaar kwam hij in 2002 weer terug met een productie: de remake van Spring in a Small Town van Fei Mu uit 1948. In 2004 maakte hij de eerste High-definition video van China, de documentaire Delamu, over etnische minderheden in Yunnan en Tibet.

## Filmografie

### Als regisseur
| Jaar | Engelse titel                    | vereenvoudigd Chinese titel |
| ---- | -------------------------------- | --------------------------- |
| 1982 | Red Elephant                     | 红象                        |
| 1984 | September                        | 九月                        |
| 1984 | On the Hunting Ground            | 猎场扎撒                    |
| 1986 | The Horse Thief                  | 盗马贼                      |
| 1987 | Street Players                   | 鼓书艺人                    |
| 1988 | Rock Kids (Rock 'n' Roll Kids)   | 摇滚青年                    |
| 1988 | Unforgettable Life               | 特殊手术室                  |
| 1991 | Li Lianying: The Imperial Eunuch | 大太监李莲英                |
| 1993 | De blauwe vlieger                | 蓝风筝                      |
| 2002 | Springtime in a Small Town       | 小城之春                    |
| 2004 | Delamu                           | 茶马古道：德拉姆            |
| 2006 | The Go Master                    | 吴清源                      |

### Als producer
| Jaar | Engelse titel                                 | Chinese titel |
| ---- | --------------------------------------------- | ------------- |
| 1996 | The Making of Steel (als uitvoerend producer) |               |
| 1996 | So Close to Paradise                          |               |
| 2004 | Jasmine Women (als uitvoerend producer)       |               |
| 2004 | Love of May                                   |               |
| 2006 | Love in Memory                                |               |

## Onderscheiding
In 1998 onderscheidde het Prins Claus Fonds Zhuangzhuang met een van de Prins Claus Prijzen.